# Katie Ledecky
Katie Ledecky (født 17. marts 1997 i Bethesda, Maryland, USA) er en amerikansk svømmer. 
Hun vandt olympisk guld ved Sommer-OL 2012, i London i 2012 London i 800 m fri i den næsthurtigste tid nogensinde.